# روبرت ووكر (لاعب كرة قدم بريطاني)
روبرت ووكر (بالإنجليزية: Robert Walker)‏ (16 يونيو 1982 بغلاسكو في المملكة المتحدة - ) هو لاعب كرة قدم بريطاني في مركز الدفاع. لعب مع نادي دمبرتون وهاميلتون أكاديميكال ونادي سترنرير ‏ وArthurlie F.C. ‏ ونادي ألبيون روفرز وMaryhill F.C. ‏ ونادي كوينز بارك.

## وصلات خارجية
- روبرت ووكر على موقع قاعدة بيانات كرة القدم.إي يو (الإنجليزية)
- روبرت ووكر على موقع Soccerbase.com (لاعب) (الإنجليزية)